# Xbox游戏工作室
Xbox游戏工作室（英語：Xbox Game Studios），原名微軟工作室（Microsoft Studios）、微軟遊戲工作室（Microsoft Game Studios）和微軟遊戲（Microsoft Games），是一家位於美國華盛頓州雷德蒙德的電子遊戲發行商，為微軟的事業部門。成立於2000年3月，從微軟內部組織「Games Group」中分離出來，负责Windows、Xbox、Xbox 360、Xbox One、Xbox Series X/S多个平台遊戲的開發與發行。Xbox游戏工作室為數個微軟所有的第一方開發商發行遊戲，包括了Lionhead Studios與Rare，亦有發行由如Bioware與Bizarre Creations等第三方開發商製作的遊戲。
2022年，Xbox遊戲工作室併入微軟新成立的微軟遊戲（Microsoft Gaming）部門，與2021年收購的ZeniMax Media和2023年收購的動視暴雪（收購時為世界上最大的兩家電子遊戲公司之一）共同成為旗下的子公司。按收入計算，它是全球第三大電子遊戲公司（僅次於騰訊遊戲和索尼互動娛樂），也是美國最大的電子遊戲公司。

## 历史
Xbox遊戲工作室自成立以来，曾多次收购其他游戏工作室，同時近年亦有建立新的工作室。
這些年間自初代Xbox遊戲機誕生起建立的工作室，先在2004年建立Turn 10打造了Forza 極限競速系列目的是為本家製作賽車競速遊戲。在2007年建立了343 Industries（現今Halo Studios）成為往後負責及管理HALO 最後一戰系列的專用工作室。在2007年建立了Launchworks主要負責為各系列遊戲擔當製作副作品及支援工作。在2012年以研究及開發遊戲各類操控形式成立了Lift London並支援平板電腦及手機遊戲相關工作。在2014年成立了為支援第三方獨立遊戲的ID@Xbox同時負責與相關第三方開發工作室的溝通及協助。
在2018年為打造本家的重度作品成立了The Initiative工作室，並持續招攬來自大型工作室的資深成員加入開發製作全新的遊戲系列。在2019年為往後專注製作及管理世紀帝國系列成立了World's Edge工作室，亦在同年宣佈正在為二代及三代以重製形式開發了決定版，以及事隔多年後開發的正統續作四代。

### 微軟遊戲和微軟遊戲工作室時期（2000年－2011年）

微軟遊戲工作室时期的标志 (2001–2011)

微軟遊戲（Microsoft Games）於2000年收購了Bungie。Bungie后于2007年脱离微软，成为独立公司（隨後於2022年成為索尼互動娛樂旗下獨立子公司）。
微軟遊戲工作室於2002年9月24日從任天堂與斯坦珀兄弟手中收購了Rare公司，收購前兩者分別擁有該公司49%及51%。
2006年4月6日，微軟遊戲工作室收購了Lionhead Studios，他們希望以此加強Xbox 360的發佈量。微軟亦在2006年收購了遊戲內置廣告公司Massive Incorporated。

### 微軟工作室時期（2011年－2019年）

微软工作室时期的标志 (2011–2019)

微軟工作室在2011年收購了Zipline Studios(為現時The Coalition前身)成為往後負責及管理戰爭機器系列的專用工作室。
就在三年後進行了備受注意的收購，在2014年9月15日宣布以25億美元收購當前十分有名的Minecraft的製作團隊Mojang。
在2018年E3发布会上，微软宣布已收购了四家游戏工作室：不死实验室、游乐场游戏工作室 (Playground Games)、忍者理论 (Ninja Theory) 和Compulsion Games，并成立由前任晶体动力总监Darrell Gallagher领导的新工作室The Initiative。
2018年11月，微软宣布收购黑曜石娱乐和InXile娛樂，令微軟工作室在2018年增加了七家遊戲工作室。

### Xbox遊戲工作室時期（2019年至今）
在2019年E3发布会上，Xbox遊戲工作室宣布收购了开发商Double Fine Productions，并组建了由Shannon Loftis带队、专门负责《帝国时代》的内部工作室World's Edge。Xbox Game Studios本部與Asobo Studio亦正在製作《微軟模擬飛行2020》。
2020年9月21日，微软宣布以75亿美元的价格收购贝塞斯达软件其母公司ZeniMax Media以及其旗下全部工作室和IP资产。此次收購後毀滅戰士、德軍總部、異塵餘生、上古卷軸、邪靈入侵等IP遊戲成為微軟的第一方IP遊戲。
2022年1月18日，微軟正式以687億美金並採用現金全面收購動視暴雪 (動視及暴雪母公司) 及旗下的所有工作室，並宣布將盡力把其現有以及未來開發的新遊戲加入Xbox Game Pass。是次收購在2023年10月13日完成移交，所有權歸於微軟旗下。意味著由動視擁有的決勝時刻、古惑狼、寶貝龍Spyro、吉他英雄、原型兵器等IP遊戲，由暴雪娛樂擁有的魔獸、暗黑破壞神、鬥陣特攻、星海爭霸、爐石戰記等IP遊戲，以及由King 開發的Candy Crush等，上述的動視暴雪公司所持有的旗下IP遊戲會成為微軟的第一方IP遊戲。
收購動視暴雪開始同日，微軟亦宣布成立微软游戏（Microsoft Gaming）部門，負責管理所有Xbox遊戲工作室（併入成為子公司）、ZeniMax Media、動視暴雪（動視、暴雪娛樂及King）等旗下工作室業務。
2024年2月，微软宣布计划将在未来在索尼PlayStation 5和任天堂Switch等竞争对手平台发售微软第一方游戏。同月22日，微软公布了《隐迹渐现》、《盗贼之海》、《禁闭求生》和《完美音浪》四款微软旗下工作室开发的游戏将登陆PlayStation 5和任天堂Switch。
2025年7月，微软宣布在全球范围进行约9千人大裁员，受此影响Xbox部门关闭了The Initiative工作室、并对旗下多家工作室进行了裁员，对重启版《完美黑暗》、《Everwild》和多款未公布游戏取消开发。

## 內部工作室
- Rare - 曾製作黄金眼007、殺手本能系列、班卓熊等好評名作，微軟於2002年从任天堂收购而來。連帶其所製作的遊戲ip所持有權全收購（《大金剛國度》系列和《星際火狐大冒險》除外，任天堂已經於收購前購買該遊戲的版權），成為當時微軟旗下的Rare依舊製作班卓熊系列（英语：Banjo-Kazooie (series)），亦在Xbox 360時期投身體感遊戲製作，製作了《Kinect 運動大會》，其後Xbox One初期製作了《Kinect 運動大會：對抗賽》。在2018年則投入於長期經營向的新項目《盜賊之海》，在製作準備其他新遊戲同時亦長期更新遊戲內容及針對玩家意見持續進行改良。
- Turn 10 - 專注《極限競速》系列，微軟於2004年建立的工作室，目的是為Xbox家族打造出色的競速遊戲，經過多年的改進亦令該系列成為競速遊戲的代表系列。
- Halo Studios - 自Bungie獨立之後以“343 Industries”之名于2007年成立，設立以開發未來《最後一戰》系列作品的遊戲工作室。2024年更名为“Halo Studios”。
- Launchworks - 於2008年成立，曾製作神鬼寓言及南方公園的相關遊戲，現擔當支援工作。
- Mojang Studios - 專注製作及營運更新《我的世界》團隊，微软于2014年收购，針對我的世界持續新開發。
- The Coalition - 當初名為Zipline Studios時，微软于2011年收购並更名为“微软游戏工作室(温哥华分部)”。自當年的Epic工作室交還開發權後，在2014年起接手並開發後續《戰爭機器》系列，其后更为现公司名至今。於2019年推出系列新作《戰爭機器5》，並於2020年推出「蜂巢破壞者」(Hivebusters)作為該作的全新的後續額外劇情[16]。
- 不死实验室（英语：Undead Labs） - 主要製作《腐朽之都（英语：State of Decay (video game)）》系列作品與持續更新內容為主，其系列續作《腐朽之都2（英语：State of Decay 2）》則於2018年推出，微软于2018年收购。在2020年的Xbox Showcase發佈會確定正在製作系列新作《腐朽之都3（英语：State of Decay 3）》當中。[17]
- Compulsion Games - 獨立開發時期製作了《少数幸运儿（英语：We Happy Few）》，其遊戲製作及其話題受注目，微软于2018年收购。
- 游乐场游戏工作室 - 主要開發製作极限竞速 地平线系列為主，微软于2018年收购，在多年的改進後成功令該系列亦成為競速遊戲代表作。在2020年的Xbox Showcase發佈會確定正在製作《神鬼寓言》的全新系列重啟作品。[18]
- 忍者理論 - 製作《地狱之刃》、《DmC：惡魔獵人》等佳作，微软于2018年收购，續作《地獄之刃2：賽奴雅的傳奇》于2024年推出。於2020年初公開亦正在開發恐怖遊戲《Project:MARA》為新開發的著重故事的恐怖冒險向遊戲[19]。
- 黑曜石娱乐 - 著名作品:《辐射：新维加斯》、《永恆之柱》系列、《天外世界》，微软于2018年收购。續作的天外世界2同樣開發中。在2020年的Xbox Showcase發佈會確定正在製作以永恆之柱世界觀設計，全新動作角色扮演類作品《宣誓》當中。[20]。
- ID@Xbox（英语：ID@Xbox） - 於2014年成立，近年亦與不少獨立遊戲的工作室合作，此工作室則是負責與開發工作室的溝通及協助。例如《茶杯頭》及《奧日與黑暗森林》等等都是一些獲得高評價的作品。在近年亦在發佈及發行上宣傳甚至透過資助協力工作室開發遊戲並且在技術支援方面協助。
- InXile娛樂 - 《荒野遊俠》（Wasteland）製作班底組成，推出了《荒野遊俠2（英语：Wasteland 2）》後，微软于2018年收购，新作《废土3》於2020年推出。
- Double Fine Productions - 曾製作《冥界國度》、《脑航员》，微软于2018年收购，續作腦航員2預定2021年推出。
- World's Edge - 微軟在2019年建立，為了往後專注製作《帝国时代》系列特別設立的工作室，同年推出世紀帝國II:決定版[21]。並於同年公佈正在開發《世紀帝國IV》，其後確定在2021年10月正式發售這部相隔多年的續作。

## 曾經擁有的內部工作室
- ACES Game Studio - 模擬飛行系列、戰鬥模擬飛行系列與發售的微軟模擬列車2，於2009年1月23日解散，其成員轉入其他工作室。
- Bungie -曾製作了包括「馬拉松」、「最後一戰系列」遊戲，於2007年10月1日脫離，成為獨立經營的開發商。（后于2022年1月被索尼互動娛樂收購）
- Carbonated Games - 其作品有旋轉泡泡球、UNO，於2008年3月27日解散。
- Digital Anvil - 於2006年1月31日解散。
- 全效工作室 - 世紀帝國系列、神話世紀系列、Halo Wars，於2008年9月9日關閉。
- Indie Built - 2001年10月賣給Take 2。
- FASA Studio - 於2007年9月12日關閉，旗下員工分配至其他微軟所有的遊戲工作室。
- Hired Gun - 曾擔任Windows Vista版最後一戰2的開發製作。
- Massive Incorporated（英语：Massive Incorporated） - 負責遊戲內置廣告。
- BigPark - 主製作joy Ride等Kinect相關游戏，已被整合入微软旗下其它工作室。
- Xbox娱乐工作室 - 负责Xbox Live网络的互动电视内容。于2014年10月被正式关闭，整合至其它工作室。
- Lift London - 主要為獨立遊戲開發工作支援，以製作與平板電腦及手機遊戲相關的項目。2019年從微軟的遊戲業務中移除。
- Lionhead - 主製作Fable神鬼寓言系列，善與惡系列、電影夢工廠，為微軟於2006年4月6日購併；于2016年4月被正式关闭，成員轉投其他工作室。
- Press Play - 製作了马克思与魔术马克笔、马克思：兄弟魔咒，2012年被微软收购；2016年4月被正式关闭，部分成員轉入其他工作室。
- The Initiative（英语：The Initiative (company)） - 微軟在2018年建立，2020年宣布正在开发《完美黑暗》系列的重启作品。[22]2025年7月，在微软大裁员中被关闭。[23]

## 外部連結
- 官方网站（英文）
- Microsoft Game Studios 台灣 （页面存档备份，存于）（繁體中文）
- MobyGames上的Microsoft Game Studios （页面存档备份，存于）簡介